# .kp
.kp は、朝鮮民主主義人民共和国（北朝鮮）の 国別コードトップレベルドメイン (ccTLD) である。2007年9月24日に導入された。

## 歴史
北朝鮮は、2004年に国別コードトップレベルドメイン(ccTLD) .kp を申請した。しかしICANNは、北朝鮮がいくつかの要件を満たしていないことを理由に拒否した。2006年に朝鮮コンピューターセンター(KCC)ヨーロッパを介した申請や、KCCの本体と北朝鮮の国連大使による再申請がなされたが、情報が不足しているという理由で再び申請は却下された。2007年1月に新たな申請書が送付され、同年5月にICANN代表団が北朝鮮を訪問し、ICANNは .kp を北朝鮮に割り当てることに合意した。
.kpドメインを採用した最初の組織の一つに、2009年にドメインを取得した朝鮮中央通信がある。
当初、.kpドメインは、ドイツに拠点を置くKCCヨーロッパによって管理されていた。当時、多くの.kpドメインのウェブサイトがKCCヨーロッパによってホストされており、それらのホスト名はサーバ名の直後にこのドメインが続く形を採っていたが、2010年後半に利用不可能になった。
2011年初頭に、北朝鮮政府がタイのバンコクに拠点を置くロックスレー・パシフィック(Loxpac)との合弁による、平壌を拠点とするスター・ジョイント・ベンチャー(Star JV)を設立して、.kpドメインの管理を移管し、このドメインが再度利用可能になった。この際に、新たにセカンドレベルドメインが制定され、ドメイン構成が“.com.kp”や“.edu.kp”等に刷新されている。
このドメインについての詳細は、2016年9月19日にマシュー・ブライアントによって公開された。北朝鮮のトップレベルDNSサーバーの一つが偶然にも外部からのアクセスを許容するように設定されていたことで、このトップレベルDNSサーバーのデータが外部へ漏れた。この時点での登録ホスト数は僅か28であった。

## 第2レベルドメイン
北朝鮮の政府機関や中央登録機関は、.kpドメインの第2レベルドメインの登録規則を公表していない。しかし、現在存在する、アクセス可能な北朝鮮のウェブサイトにおけるドメイン名により、.kpドメインの第2レベルドメインの規則は以下のように解釈できる。
- aca.kp : 学術・研究機関
- com.kp : 一般的には商業組織であるが、政府のプロパガンダ機関も含まれている。
- edu.kp : 高等教育機関
- law.kp : 法律事務所
- org.kp : 産業団体、市民団体、公的基金
- gov.kp : 政府の部門
- rep.kp : 党のプロパガンダ機関
- net.kp : インターネットサービスプロバイダ、電子メールサービスプロバイダ
- sca.kp : 文化省傘下の関連機関

以下に、それぞれの第2レベルドメインを使用した、外部からアクセス可能なドメイン名の例を示す。
- aca.kp : www.mirae.aca.kp,
- com.kp : www.airkoryo.com.kp, www.knic.com.kp, www.friend.com.kp
- edu.kp : www.ryongnamsan.edu.kp, www.kut.edu.kp, www.gpsh.edu.kp
- law.kp : www.fia.law.kp
- org.kp : www.cooks.org.kp, www.koredufund.org.kp, www.kass.org.kp
- gov.kp : www.mfa.gov.kp, www.moph.gov.kp Archived 22 April 2020 at the Wayback Machine., www.tourismdprk.gov.kp
- rep.kp : www.rodong.rep.kp, www.vok.rep.kp, www.gnu.rep.kp
- net.kp : （北朝鮮のウェブサイトで公開されている電子メールアドレスで使用されている。）
- sca.kp : www.korart.sca.kp

## 外部からアクセス可能なドメインの一覧
2017年現在、少なくとも、.kpトップレベルドメイン直下の9つのドメインと30以上のドメインが世界のインターネットにアクセス可能である。以下はその一覧である。
- airkoryo.com.kp
- cooks.org.kp
- dprkportal.kp
- friend.com.kp
- gnu.rep.kp
- kass.org.kp
- kcna.kp
- kiyctc.com.kp
- knic.com.kp
- korart.sca.kp
- korean-books.com.kp[11]
- koredufund.org.kp
- korelcfund.org.kp
- korfilm.com.kp
- kut.edu.kp[12]
- ma.gov.kp
- manmulsang.com.kp[13]
- masikryong.com.kp
- mediaryugyong.com.kp
- mfa.gov.kp[14]
- naenara.com.kp
- portal.net.kp
- pyongyangtimes.com.kp[15]
- rodong.rep.kp
- ryongnamsan.edu.kp
- sdprk.org.kp
- tourismdprk.gov.kp[16]
- vok.rep.kp
- youth.rep.kp

一部の.kpドメインのアドレスは、光明ネットワークと呼ばれる北朝鮮のイントラネットからしかアクセスできない。